# Ученик – последна година
„Ученик – последна година“ е български документален филм от 1981 година на режисьора Боян Папазов, по сценарий на Боян Папазов и Георги Чолаков.

## Актьорски състав
Не е налична информация за актьорския състав.